# Serie 91 de SFM
La serie 91 de SFM es una serie de unidades Tren-tram fabricados por Vossloh entre los años 2009 y 2011 para Servicios Ferroviarios de Mallorca (SFM).

## Historia
Las unidades eléctricas de tren-tram serie 91 (o serie 9100) fueron construidas por Vossloh entre 2009 y 2011, para la nueva línea de tren-tranvía en construcción Manacor - Artá. Dado que las obras de la línea se encuentran paralizadas los trenes permanecían estacionados en las cocheras o en algunas estaciones sin ofrecer servicio. A finales de 2012 comenzaron a prestar los servicios directos entre Palma e Inca, denominado como Inca Express.  La serie 91 es una unidad de tren eléctrica, bidireccional, que puede circular en superficie y túnel. El tren-tram puede circular por vías de radios de curva y pendientes variadas como son las de zonas urbanas, admitiendo radios mínimos de 30 metros y rampas máximas del 6%. Puede alcanzar una velocidad de 100 km/h como tren suburbano, con una gran capacidad de aceleración de 1,2 m/s2 y como tranvía con alta energía de frenado y una velocidad máxima de 70 km/h en tramos urbanos. Cada unidad de tren-tram está formada por tres coches articulados que incorporan 4 locos. Hay una cabeza motriz en cada extremo de la unidad y dos locas, uno y otro no-motriz, en el coche intermedio. Los vehículos extremos tienen aproximadamente un 60% de plataforma baja, 36 cm por encima de la superficie del suelo y el interior del vehículo es diáfano, con amplios pasillos de intercomunicación entre los coches, creando un solo espacio para el viajero. Tiene dos puertas por lado en coches extremos, aire acondicionado, suspensión neumática, espacio reservado para personas con movilidad reducida y para bicicletas.

## Características
- Composición: M-R-M
- Alimentación: 1500 V
- Ancho de vía: 1000 mm
- Altura del piso: 375/900 mm
- Altura del vehículo: 3480 mm
- Diámetro de las ruedas: 720 mm
- Bogies: 3 bogis motores, 1 remolque
- Puertas por coche: 2 dobles a cada lado
- Espacio libre de puertas: 1240mm

- Peso total en vacío: 55,5 t
- Aceleración de 0-100 km/h: 1,2 m/s2
- Plazas sentadas en tren: 92 + 6 asientos plegables
- Plazas totales por tren: 209
- Velocidad máxima: 100 km/h